# Campine (regione)

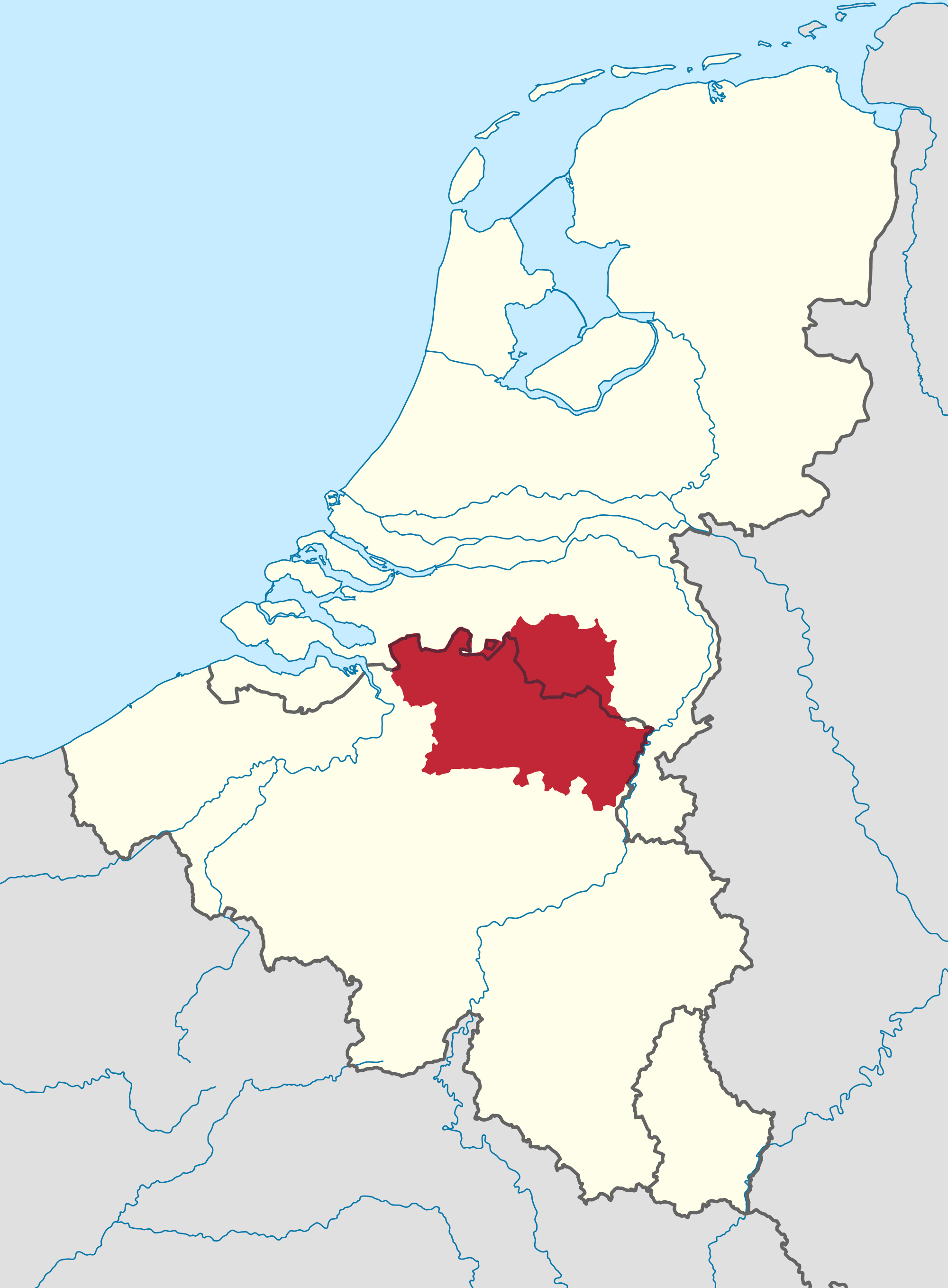
Mappa della Campine (Belgio e Paesi Bassi)

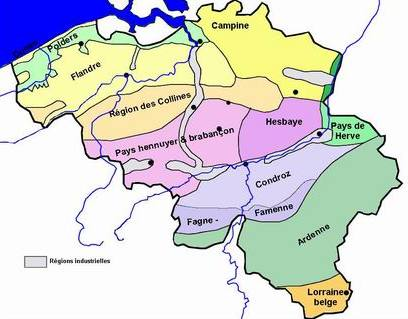
Le regioni naturali del Belgio. La Campine (in giallo) continua nei Paesi Bassi, non mostrati qui.

La Campine (Campine in francese e De Kempen in olandese) è una regione naturale situata prevalentemente nel nord-est del Belgio ed in parte nei Paesi Bassi sud-orientali che un tempo consistevano principalmente in estesi brughiere, tratti di brughiera sabbiosa e zone umide. Comprende una grande porzione settentrionale e orientale della provincia di Anversa e parti limitrofe del Limburgo in Belgio, nonché parti della provincia olandese del Brabante settentrionale (area sud-ovest di Eindhoven) e del Limburgo olandese attorno a Weert.
Oggi la Campine sta diventando una destinazione popolare per i turisti in cerca di un weekend tranquillo e rilassante. Le vecchie fattorie sono state trasformate in bed-and-breakfast, il business del ristorante e della caffetteria è molto attivo e negli ultimi anni è nata una vasta rete di tour in bicicletta.
Parte del Campine è protetta come Hoge Kempen Nationaal Park (Parco nazionale dell'alta Campine). Si trova nella parte orientale della provincia belga del Limburgo, tra Genk e la valle della Mosa ed è stato inaugurato nel marzo 2006. Copre quasi 60 chilometri quadrati (23 miglia quadrate), fa parte della rete Natura 2000. L'area è prevalentemente brughiera sabbiosa e pinete. Nel maggio 2011 è stato inserito nella lista provvisoria dell'UNESCO per essere considerato patrimonio dell'umanità.

## Etimologia
Il nome Campine (Campine/Kempen) deriva dal latino Campinia o Campina, che significa "regione dei campi" (da campus, "campo", appunto). Gli abitanti della regione del Campine sono noti come Kempenaars.

## Cultura
La regione, descritta come una pianura desolata, appare spesso nei libri del famoso scrittore fiammingo Hendrik Conscience (1812-1883), che trascorse gran parte della sua infanzia lì. Un altro autore che ha scritto molti romanzi ambientate nella Campine è stato Georges Eekhoud (1854-1927). Nel 1837 Victor Hugo fece un viaggio attraverso il Belgio e visitò la Campine e le città di Lier e Turnhout, descrivendola nel resoconto del suo viaggio. Durante l'interbellum Felix Timmermans, Stijn Streuvels, Jozef Simons e il poeta Jozef De Voght hanno scritto sulla Campine belga. I pittori Jakob Smits (1855-1928) e Frans Van Giel (1892-1975) dipinsero molti paesaggi campestri della zona.
La regione è ricca di racconti popolari, come le storie sui Buckriders (in olandese: Bokkenrijders) e quelle riguardanti il re degli gnomi Kyrië (in olandese: Kabouterkoning Kyrië).
Il Museo Kempenland di Eindhoven ha una considerevole collezione d'arte di pittori, disegnatori, scultori, fabbri e altri artigiani di questa regione divenuta storicamente importante. Gran parte del patrimonio architettonico, agrario e storico e culturale della Campine può essere visitato nel museo di Bokrijk. Il vecchio modo di vivere ed i dialetti della Campine sono stati tema di ricerca scientifica. In epoca romana il nome della regione era Toxandria o Taxandria.

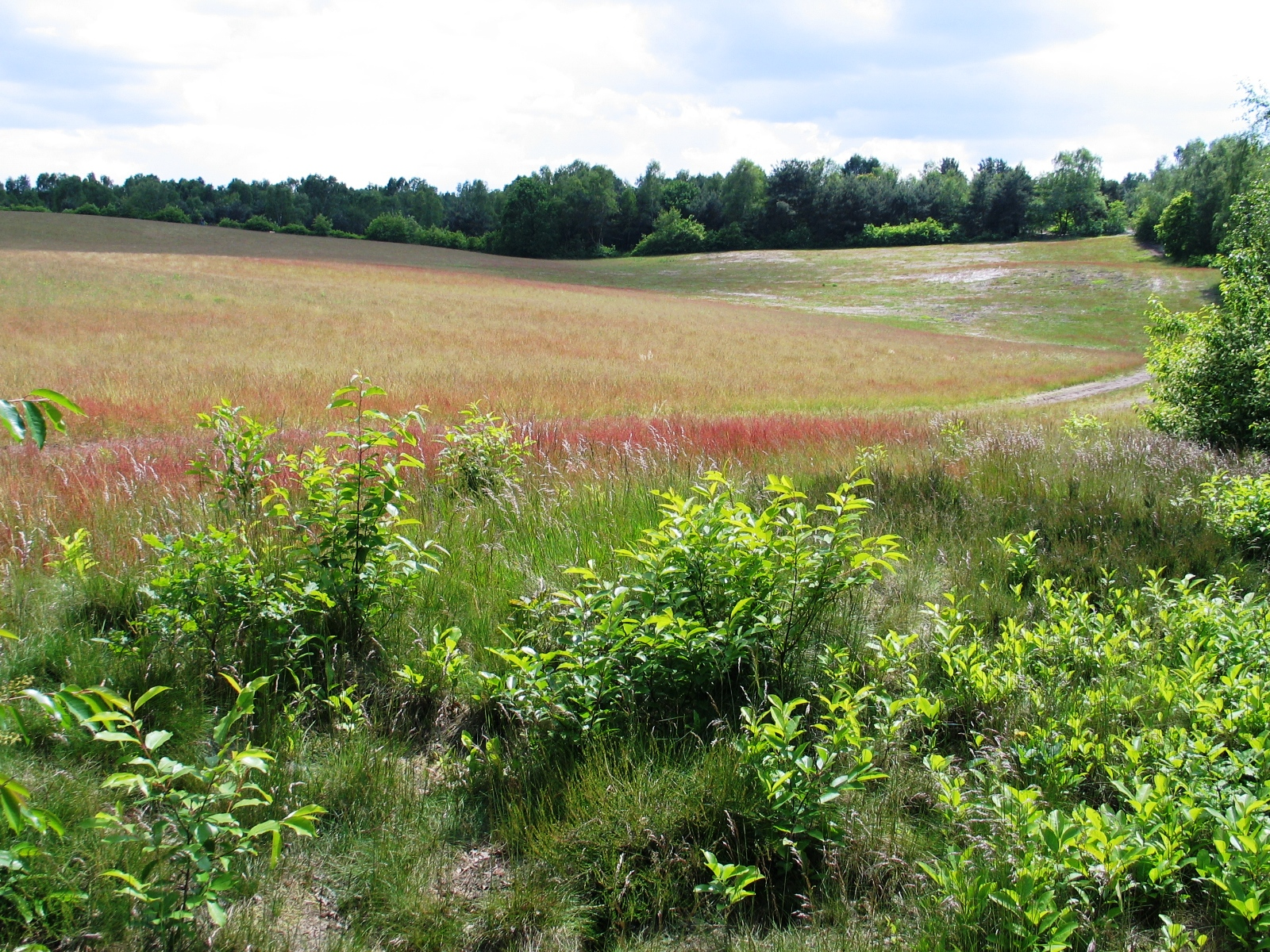
Riserva naturale "de Teut" sul margine sud della Campine, comune di Zonhoven
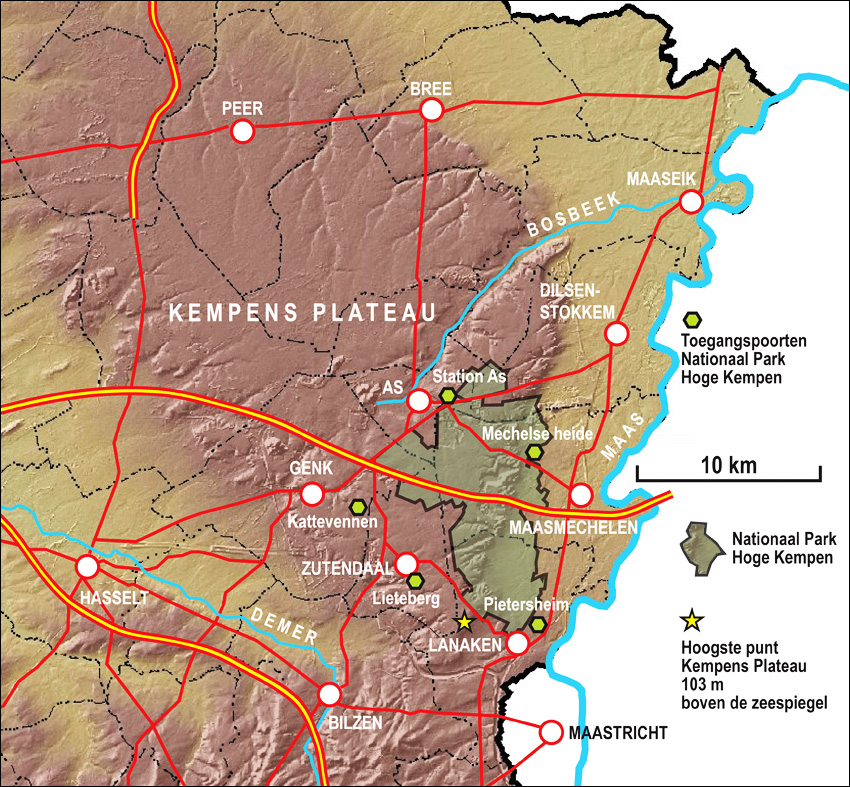
Mappa che mostra la posizione del Parco nazionale dell'alta Campine, all'estremità sud-orientale della Campinia
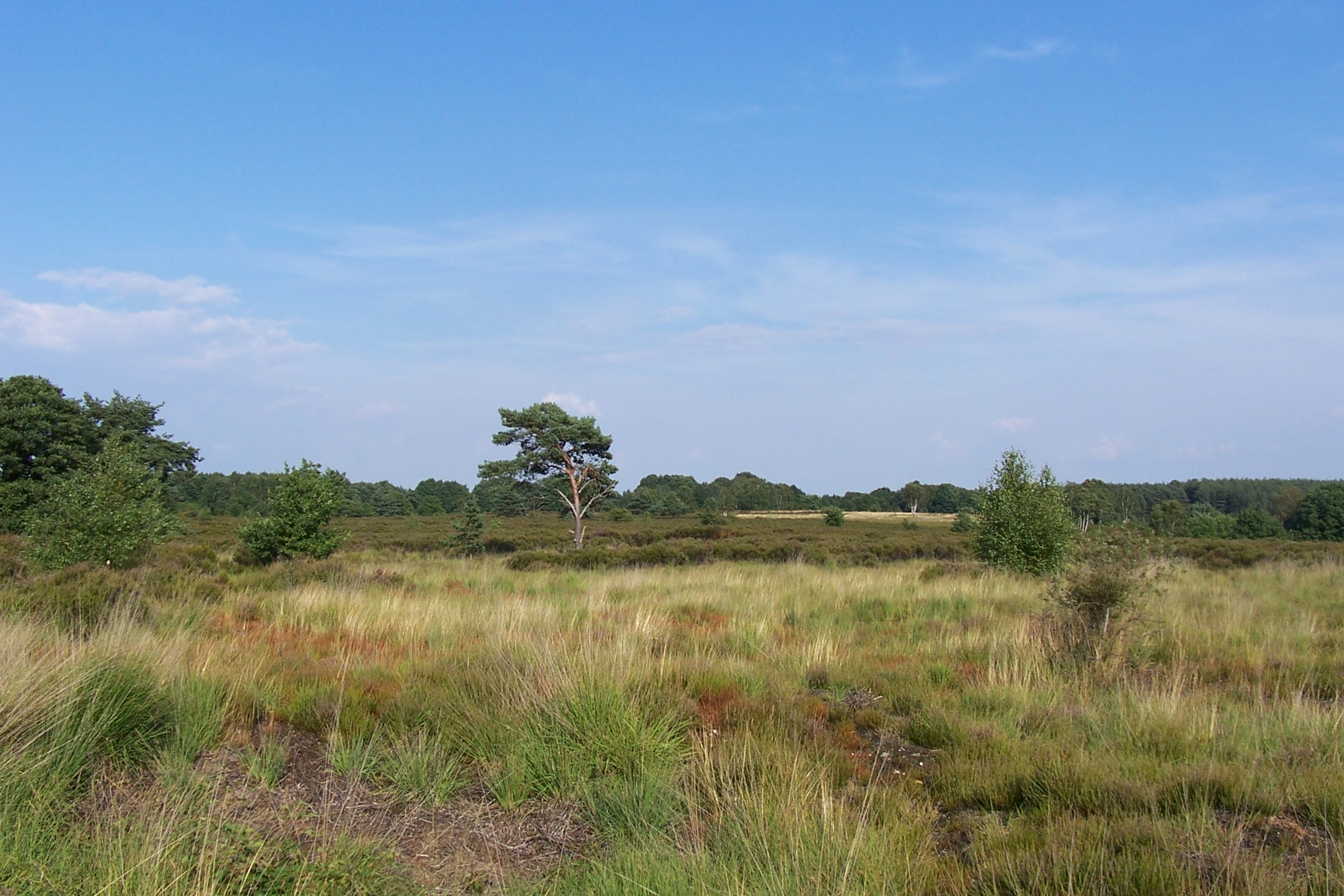
Mechelse Hei (landa di Maasmechelen)